# Molossops mattogrossensis
Molossops mattogrossensis (Vieira, 1942) è un pipistrello della famiglia dei Molossidi diffuso nell'America meridionale.

## Descrizione

### Dimensioni
Pipistrello di piccole dimensioni, con la lunghezza totale tra 75 e 80 mm, la lunghezza dell'avambraccio tra 29 e 30 mm, la lunghezza della coda tra 24 e 25 mm, la lunghezza del piede tra 7 e 8 mm, la lunghezza delle orecchie tra 13 e 14 mm e un peso fino a 7,5 g.

### Aspetto
La pelliccia è corta, sparsa e si estende sui piedi fino alle dita. Le parti dorsali sono castano scure con la base dei peli bianca, mentre le parti ventrali sono biancastre o grigiastre. La testa è appiattita, con il muso lungo ed appuntito. È presente una sacca golare. Le orecchie sono marroni scure, corte, triangolari e separate tra loro. L'antitrago è grande e semi-circolare. Le membrane alari sono marroni scure, la superficie dorsale dell'avambraccio è ricoperta di escrescenze granulari, caratteristica unica tra i molossidi del Nuovo Mondo. La coda è lunga, tozza e si estende per circa la metà oltre l'uropatagio. Il cariotipo è 2n=48 FN=60 o 62.

## Biologia

### Comportamento
Si rifugia nelle fessure delle rocce in prossimità del suolo. Le escrescenze cornee sugli avambracci permettono un'aderenza sulle superfici porose granitiche e diminuire quindi le catture da parte di potenziali predatori come serpenti e marsupiali.

### Alimentazione
Si nutre di Coleotteri, Ditteri, Emitteri, Lepidotteri, Omotteri, Imenotteri ed Ortotteri.

### Riproduzione
Femmine gravide sono state osservate in agosto, mentre le nascite avvengono tra novembre e dicembre.

## Distribuzione e habitat
Questa specie è diffusa nella Colombia sud-orientale, Venezuela centrale e meridionale, Guyana occidentale e meridionale, Bolivia centro-orientale e Brasile centrale e sud-orientale.
Vive nelle foreste e nel caatinga.

## Conservazione
La IUCN Red List, considerato il vasto areale, classifica M.mattogrossensis come specie a rischio minimo (Least Concern)).